# Canon de 5 pouces/51 calibres
Le canon de 5 pouces/51 calibres est un canon naval  de calibre 127 mm construit par les États-Unis  à partir de 1911 et utilisé par l'United States Navy et la Royal Navy durant les Première et Seconde guerres mondiales. Durant les années 1910 et 1920, il est monté sur la plupart des cuirassés et sur de nombreux navires de petite taille, puis plus tard sur des sous-marins et des porte-avions. Durant la Seconde Guerre mondiale, il est aussi utilisé comme artillerie côtière, par exemple sur l'île de Wake.

## Utilisation
3 Mark 8 sont livrés au Royaume-Uni durant la Première Guerre mondiale ; utilisés comme batterie côtière à Scapa Flow, ils prennent la désignation de « BL » Mk VI et Mk VII. 22 autres sont livrés durant la Seconde Guerre mondiale, dont certains sont installés en Nouvelle-Zélande.

## Munition
| Nom de l'obus                     | Type | Poids                 | Charge d'explosif   | Type d'explosif              |
| --------------------------------- | ---- | --------------------- | ------------------- | ---------------------------- |
| AP                                | AP   | 50 lbs. (22.7 kg)     | 1.7 lbs. (0.77 kg)  | Explosive D                  |
| Common Mark 15 Mods 1 through 14: | SAP  | 50 lbs. (22.7 kg)     | 1.73 lbs. (0.78kg)  | Poudre noir ou TNT           |
| AAC Mark 35 Mods 1 through 12     | HE   | 55.18 lbs. (25.03 kg) | 7.25 lbs. (3.29 kg) | Explosive D ou Composition A |